# 하케셔마르크트

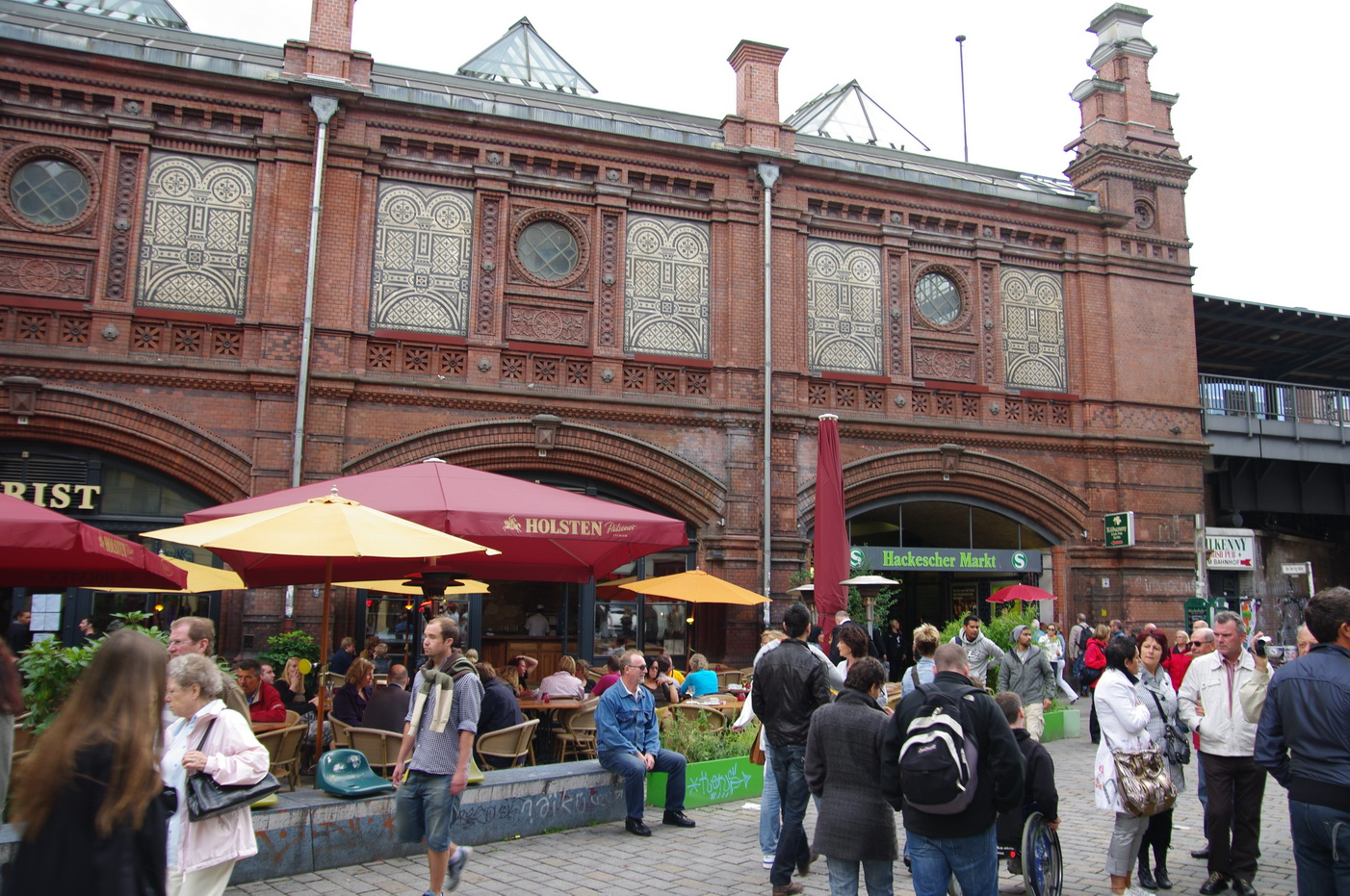

하케셔마르크트(독일어: Hackescher Markt)는 독일 베를린 미테지구에 있으며, 과거 동베를린의 쇼핑 중심지였다.
습지대였던 자리에, 1750년 프리드리히 2세의 명령을 받은 한스 크리스토퍼 프리드리히 폰 하케 당시 베를린 시 사령관이 개간하여 광장을 만들었고, 사령관의 이름을 따 "하케셔막트"로 알려졌다. 처음에는 별명처럼 불린 이름이었으나, 이후 1840년 6월 23일 정식 명칭으로 정해졌다.
현재 넓은 광장에는 주변 식당의 자리가 넓게 펼쳐져 있어 과거 마켓자리를 살펴 볼 수는 없으나, 멀지 않은 곳에 하케셔회페(Hackescher Höfe)가 그 역할을 대신하고 있다.